# Obrzutka
Obrzutka – pierwsza warstwa tynku wielowarstwowego wykonana w celu zwiększenia przyczepności narzutu tynkowego do podłoża. Zwykle wykonywana z rzadkiej, mocnej zaprawy cementowej.